# Phala Dorje Wangdu
Phala Dorje Wangdu (tibétain : ཕ་ལྷ་རྡོ་རྗེ་དབང་ཕྱུག, Wylie : pha lha rdo rje dbang phyug), né le 26 mai 1914 à Lhassa, est un militaire et un écrivain tibétain.  

## Biographie
Phala Dorje Wangdu est né le 26 mai 1914 à Lhassa. 
Il est le fils de Phuntsok Namgyal, le maire de Shöl qui a pris sa retraite en 1932, et le frère de Phala Thupten Woenden.
En âge scolaire, il fréquente l'école Lhal-ldan Tar-khang.
À l'âge de dix ans, il rejoint l'école anglaise de Gyantsé ouverte en 1924, sous le règne du 13e dalaï-lama. Il a pour professeur principal Hugh Richardson et un professeur adjoint indien. L'anglais est enseigné de 9h à 12h et le tibétain de 12h à 17h. L'intendant du monastère de Palcho, Khyenrab Wangchug, est le professeur de tibétain de l'école. Il apprend aussi l'arithmétique et le sport. 
À l'âge de 18 ans, il entre au service du gouvernement tibétain en 1932. Il travaille à la Monnaie d'État de Drapchi. « Sous sa supervision, les pièces de 3 et 10 srangs » sont frappées. Il s'occupe de l'achat et du règlement de la livraison britannique de fusils. 
En 1949, il est général lors de la visite de  Lowell Thomas et de son fils Lowell Thomas, Jr. qui le photographie. 
Lors du soulèvement tibétain de 1959, le 10 mars 1959, il se rend au Norbulingka pour assister à une réunion avec des responsables du gouvernement, des représentants des trois monastères d'État, des députés de « l'Armée de défense volontaire » et du peuple. Lors de cette réunion, il a été décidé de se battre pour le 14e dalaï-lama et pour le Tibet. Il accompagne le dalaï-lama en exil en Inde.
Il est nommé directeur d'une école ouverte à Kalimpong de 1960 à 1964. Le 11 septembre 1964, il est appelé à Dharamsala où l'orphelinat tibétain est dirigée par la sœur aînée du dalaï-lama, Tsering Dolma.

## Publication
- (bo) Myang stod sger pha lha ba'i mi rgyud rim byung gi sri zhu'i skor dang 'brel ba'i rang gi byung ba brjod pa srong po'i gtam zhes bya ba bzhugs so, ཕ་ལྷའི་མི་རྒྱུད་རིམ་པའི་སྲི་ཞུའི་བྱུང་བ་བརྗོད་པ་སྲོང་པོའི་གཏམ།, Library of Tibetan Works & Archives, 1999 ; (de) Genealogie, Geschichte & Geschicke des Hauses Pha-lha, traduction du tibétain en allemand, Loten Dahortsang, commentaire Peter Lindegger, Rikon-Zürich : Tibet-Institut, 2004.